# Victoria Eschke
Victoria Eschke (geboren 20. Oktober 1899) war eine deutsche Juristin und Richterin am Bundespatentgericht.

## Beruflicher Werdegang
Victoria Eschke wurde 1961 bei der Errichtung des Bundespatentgerichts in München dort zur Richterin berufen. Sie war neben Emmi Woesler und Lucia Guggemos-Finger eines von drei weiblichen Gründungsmitgliedern dieses höchsten deutschen Gerichts in Patentrechtsangelegenheiten.

## Veröffentlichungen
- Arthur Kohler, Victoria Eschke: Josef-Kohler-Bibliographie: Verzeichnis aller Veröffentlichungen und hauptsächlichen Würdigungen. Rothschild, Berlin 1931